# 브레턴우즈 회의
브레턴우즈 회의(영어: Bretton Woods Conference)는 미국 뉴햄프셔주 브레턴우즈에 위치한 마운트 워싱턴 호텔에서 44개 동맹국 대표단 730명이 모여 제2차 세계대전이 끝난 후 금융 질서를 위해 국제통화 및 통화정책을 규제한 회의이다.
회의는 1944년 7월 1일부터 22일까지 개최되었다. 회원국 정부의 입법 비준을 거쳐 국제부흥개발은행(IBRD, 이후 세계은행 그룹의 일부)과 국제통화기금(IMF)을 설립하는 협정이 체결되었다. 또한 이로 인해 국제 상업 및 금융 관계를 위한 브레턴우즈 체제가 탄생했다.

## 같이 보기
- 브레턴우즈 체제
- 대서양 헌장
- 금본위제
- 마셜 플랜
- 보호무역